# Shostka
Shostka (em ucraniano:  Шостка) é uma cidade da Ucrânia, situada no Oblast de Sumy. Tem 36 km² de área e sua população em 2020 foi estimada em 74.125 habitantes.